# أنجيلا وينكلر
انجيلا وينكلر (بالألمانية: Angela Winkler )‏ (و. 1944 – م) هي ممثلة، وممثلة مسرحية، وممثلة أفلام من ألمانيا. ولدت في تمبلين.

## جوائز
حصلت على جوائز منها:
- ميدالية كاينز  [لغات أخرى]‏.

## وصلات خارجية
- أنجيلا وينكلر على موقع IMDb (الإنجليزية)
- أنجيلا وينكلر على موقع مونزينجر (الألمانية)
- أنجيلا وينكلر على موقع قاعدة بيانات الأفلام العربية
- أنجيلا وينكلر على موقع ألو سيني (الفرنسية)
- أنجيلا وينكلر على موقع ميوزك برينز (الإنجليزية)
- أنجيلا وينكلر على موقع أول موفي (الإنجليزية)
- أنجيلا وينكلر على موقع قاعدة بيانات الأفلام السويدية (السويدية)
- أنجيلا وينكلر على موقع قاعدة بيانات الأفلام السويدية (السويدية)
- أنجيلا وينكلر على موقع ديسكوغز (الإنجليزية)
- أنجيلا وينكلر على موقع قاعدة بيانات الفيلم (الإنجليزية)